# Crosby (Merseyside)

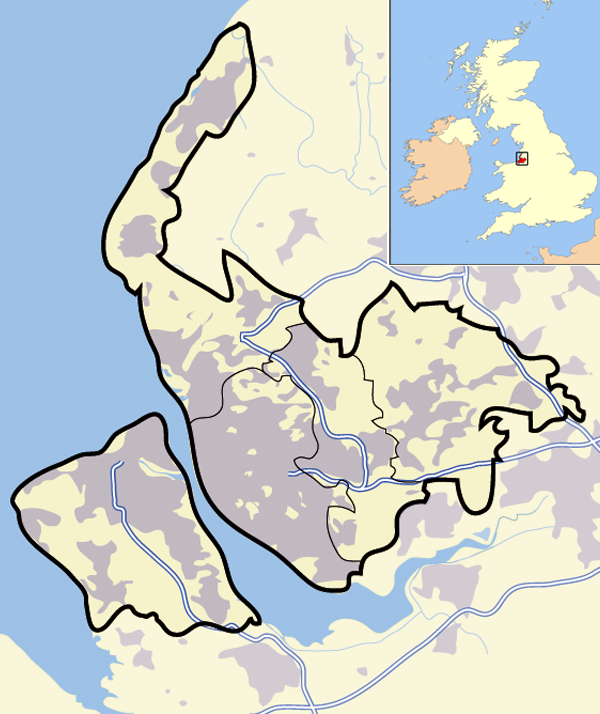
Crosby, Merseyside.

Crosby es un área suburbana en Sefton, Merseyside, Inglaterra. Abarca una serie de asentamientos a lo largo de la costa del mar de Irlanda, aproximadamente 6 millas (10 KM) al norte del centro de la ciudad de Liverpool. Se convirtió en parte del Metropolitan Borough of Sefton en 1974. Crosby es representada en el Parlamento por Claire-Curtis Thomas, quien es una miembro del Partido Laborista.
En deportes, Crosby se destaca por el club de fútbol Marine F.C y por el equipo de rugby Waterloo R.F.C. 

## Residentes notables
Crosby se destaca entre muchas personalidades por haber tenido a muchos residentes vinculados con tragedias marítimas incluida la del RMS Titanic, por ejemplo la de Bruce Ismay, el presidente de la White Star Line cuando el RMS Titanic se hundió en el océano Atlántico. Ismay nació en Crosby, sobrevivió al naufragio del Titanic y murió en Mayfair, Londres.
Otros:
- Edward John Smith - Capitán del Titanic.
- Arthur Henry Rostron - Capitán del Carpathia, el barco que fue en rescate de los pasajeros del Titanic.
- Josh Kirby
- William Thomas Turner (1856-1933) - Marino británico y último capitán del RMS Lusitania hundido en 1915 y del Ivernia hundido en 1917.

- Datos: Q1141046
- Multimedia: Crosby, Merseyside / Q1141046